# لاين ويلسون
لاين ويلسون (بالإنجليزية: Iain Wilson)‏ هو رياضي ولاعب كرة قدم بريطاني، ولد في 15 ديسمبر 1998 في Irvine, North Ayrshire ‏ في المملكة المتحدة. لعب مع نادي كيلمارنوك.

## وصلات خارجية
- لاين ويلسون على موقع قاعدة بيانات كرة القدم.إي يو (الإنجليزية)
- لاين ويلسون على موقع Soccerbase.com (لاعب) (الإنجليزية)
- لاين ويلسون على موقع Soccerway.com (الإنجليزية)
- لاين ويلسون على موقع عالم كرة القدم.نت (الإنجليزية)